# Sergueï Kovalev
Pour les articles homonymes, voir Kovalev.
Sergueï Kovalev (en russe : Сергей Адамович Ковалёв, Sergueï Adamovitch Kovaliov), né le 2 mars 1930 à Seredyna-Bouda (Ukraine soviétique) et mort le 9 août 2021 à Moscou, est un ancien dissident et un prisonnier politique en URSS. Après la dislocation de l'URSS, il milite pour le respect des droits de l'homme en Russie et il a été récompensé par le prix Sakharov du Parlement européen et en 1995 par le prix Theodor-Haecker.

## Distinctions
- 1995 : Prix des droits de l'homme de l'Assemblée parlementaire du Conseil de l'Europe (Prix européen des droits de l'homme) (avec Raoul Wallenberg)
- 1995 : Prix international des droits de l'homme de Nuremberg
- 2000 : Prix Carl-von-Ossietzky d'histoire politique contemporaine (de)
- 2004 : Prix Olof-Palme (avec Lioudmila Alexeïeva et Anna Politkovskaïa)
- 2005 : Prix Victor-Gollancz (en) (avec Moustafa Djemilev) décerné par l'ONG Société pour les peuples menacés
- 2006 : Chevalier de la Légion d'honneur
- 2009 : Prix Sakharov du Parlement européen (avec Lioudmila Alexeïeva et Oleg Orlov) au nom de l'ONG russe Memorial[3]